# Бакуган (аніме)
Бакуган (яп. 爆丸バトルブローラーズ, бакуґан батору буро:ра:дзу, англ. Bakugan Battle Brawlers) — пригодницький аніме-серіал, створений студіями TMS Entertainment і Japan Vistec під керівництвом режисера Міцуо Хашімото. Прем'єрний показ серіалу, що складає з 52 серій, відбувся на японському телеканалі TV Tokyo у 2007 році. За мотивами аніме компаніями Sega Toys і Spin Master була також створена настільна карткова гра «Bakugan».
З березня 2009 року по травень 2010 виходив другий сезон серіалу — «Bakugan: New Vestroia», після закінчення якого почалася трансляція третього.

## Сюжет

### Відчайдушні бійці Бакуган
На підлітка Дена Кузо та інших дітей з неба посипалися незвичайні картки. Діти зібрали їх і придумали стратегічну гру. У кожній карті переховувався бойовий монстр-бакуган, який набуває свої реальні здібності під час гри. У картах містяться здібності і бонуси для монстрів, які необхідні в бою для підвищення особливої сили G. Цю гру люди прозвали «Бакуганом».
Загадковий гравець на прізвисько Маска почав відправляти бакуганів своїх супротивників у вимір Смерті в Вестрої (галактика, з якої прийшли бакугани). Ден добре грав в бакуган і зрозумів, що це не просто гра, а щось більш важливе. Маска придбав кількох найкращих у світі гравців в бакуган, підкоряючись наказу бакугана Нагі і людини Хел-Джі (дідусь Еліс), які з допомогою цієї гри вирішили захопити владу в Вестрої і на Землі. Їм протистоять бійці бакуган Ден Кузо, Еліс, Руно, Шун, Маручо, Джулі.

### Відчайдушні бійці Бакуган: Нова Вестроя
Минуло два з невеликим роки з тих пір, як Відчайдушні Бійці попрощалися з бакуганамі. Хлопці вже майже забули про гру Бакуган, як раптово бакуган Дена, Драго просить про допомогу. Разом з Маручо
Ден відправляється в Нову Вестрою. Планету, на якій жили бакугани, захопили Векси — могутні люди з планети Вестал. Звичайний народ Вестала — вести, мирні жителі. Але Векси — це команда з шести бійців-вест, майстрів усіх стихій бакуган (як колись на Землю, на Вестал теж з неба посипалися карти).
Імена Вексов:
- Спектра Фантом, стихія — Пайрус;
- Гас Грав, стихія — Сабтерра;
- Майлін Ферроу, стихія — Аквос;
- Шедоу Проув, стихія — Даркус;
- Волт Ластер, стихія — Хаос;
- Лінк Волан, стихія — Вентус.

Коли Ден і Маручо потрапили в Нову Вестрою, вони познайомилися з Фронтом Опору Бакуган, його символом Мірою Фермен (Клей), Эйсом Гритом і Бэроном Лэлтоем. Незабаром до них приєднується і Шун. Як з'ясовується Спектру — ватажок Вексов — брат Міри (також відомий як Кіт Фермен). Щоб звільнити бакуганов від впливу вест, Фронту Опору необхідно знищити три контролера вимірювань, які перебувають в трьох містах-столицях(Альфа-сіті, Бета-сіті, Гамма-сіті).
Після знищення контролерів та звільнення бакуганов, Зенагелд, вигнаний король вест задумує новий план, і скидає на нову вестрою потужну бомбу, яка вибухне, якщо наповнити її елементами 6 стихій. Стародавні війни бакугани передають ці елементи Фронту Опору. Спектра ж бажає довести, що його бакуган найсильніший в історії.
Але в 44 серії він приєднується до фронту опору бакуган. І допомагає Бійцям врятувати бакуганів.

### Бакуган: Вторгнення Ґанделіанців
Ден, Маручо, Джейк і Шун потрапляють у війну між двома планетами Ніфією і Ґанделією. Ґанделія використовує бакуганів і людей у війні для того, щоб підкорити Ніфію. Вони об'єднують свої зусилля з трьома новими бійцями: принцесою Ніфії Фабєю, іншому Дена — Джейком і ґанделіанцем Реном, щоб зупинити воїнів Ґанделії і бойову дюжину, а також врятувати від знищення Ніфію і Землю.
Агенти:
- Рен Кроллер — стихія Даркус (Бакуган — Лайнхольт)
- Сід Аркейл — стихія Пайрус (Бакуган — Рубанойд)
- Мейсон Браун — стихія Сабтерра (Бакуган — Евиор)
- Зенет Сурров — стихія Хаос (Бакуган — Контестир)
- Олена Айсис — стихія Аквос (Бакуган — Фосфос)
- Джессі Гленн — стихія Вентус (Бакуган — Пліфіон)

Бойова дюжина:
- Бародиус — стихія Даркус (Бакуган — Дарак)
- Гілл — стихія Пайрус (Бакуган — Кракікс)
- Нурзак — стихія Сабтерра (Бакуган — Сабатор)
- Казаріна — стихія Хаос (Бакуган — Лумаграул)
- Стоикка — стихія Аквос (Бакуган — Ліфіріус)
- Ерзел — стихія Вентус (Бакуган — Страйкфлаєр)

Метою Агентів було захоплення віртуальної системи «Бакуган ИнтерСпейс», в той час як інші шукали Елемент. Але долі Агентів склалися трагічно: Сід поплатився життям за програш Елемента, але пізніше виявилося, що він залишився живий, але потім впав зі скелі, передавши свого бакугана Рену, а Мейсон полетів у розлом міжпросторового шторму. Рен перейшов на бік Нифии. Пізніше з'ясувалося, що всі агенти і Нурзак живі і теж перейшли на світлу сторону. Інші члени Бойової Дюжини були вбиті.

### Бакуган: Імпульс Мектаниума Частина 1
Дія триває в Бакуган ІнтерСпейс. З'являються 2 нові команди, які за силою не поступаються головним героям.
Команда Анубіаса:
- Анубіас — стихія Даркус (Бакуган — Корридіан, Бакунано — Аероблейз)
- Бен — стихія Пайрус (Бакуган — Волкенон, Бакунано — Гіпер Пульсор)
- Джек Пунт — стихія Аквос (Бакуган — Кракеноїд, Бакунано — Джем Сейбр)
- Робін — стихія Вентус

Команда Селлон:
- Селлон — стихія Вентус (Бакуган — Спайрон, Бакунано — Дафторикс)
- Кріс — стихія Сабтерра (Бакуган — Вертекс, Бакунано — Орхаммер)
- Сун — стихія Хаос (Бакуган — Краул, Бакунано — Слайсерикс)

Ден пробує бій з підлеглим голови цієї команди, спочатку він перевершує супротивника, але потім несподівано, (через те, що Ден і Драго втратили гармонію) під час таємних тренувань, Драго створює Мектогана по імені Зентон, який вривається в битву між Деном і Анубиасом, фактично зриває юнака і Драго з першого місця в рейтингу падає на 2-ое. Тогда Ден вирішує у що б то не стало, знайти і отримати контроль над Зентоном.

### Бакуган: Імпульс Мектаниума Частина 2
Пройшло зовсім небагато часу з моменту перемоги Дена над Маґ Мелом. Бакугани переселилися на Землю, Маручо за допомогою Світи створив Бакуган Сіті. Тепер Бакугани і люди живуть в гармонії. Але 4 Мектогана, переконані, що бакугани слабкі, вирішують підпорядкувати собі світ. Вони можуть об'єднуватися в загальних Мектавіуса Дестроера. Так само з'являється Мудрець (клон Ганза, нового друга Дена, насправді — Кордегон, головний Мектоган), він підпорядковує собі 9 бакуганов Вимірювання Смерті («Дев'ятка»).
Бакугани «Дев'ятки»:
- Пайрус Спаттерикс
- Сабтерра Стронк
- Хаос Тремблар
- Аквас Балиста
- Вентус Мортон
- Даркус Бетадрон
- Даркус Мьютабрид
- Даркус Кодокор
- Даркус Ф'юрі

Ф'юрі був знищений Кордегоном, тому лідером «Дев'ятки» став Бетадрон. Ден вирішує перемогти Мудреця, щоб врятувати Бакуган Сіті.

## Бакугани
Бакугани живуть в галактиці під назвою Вестроя. У давні часи Вестроя розділилася на 6 світів: світ Води (Аквоса), світ Вітру (Вентуса), світ Землі (Сабтерри), світ Світла (Хаосу), світ Темряви (Даркуса) і світ Вогню (Пайруса) — все бакугани, що раніше були єдиними, відповідно розділилися на 6 стихій. У результаті поділу Центр Вестроі також розділився на дві частини: Зону Нескінченності, містить в собі позитивну енергію, і Зону Безмовності, містить в собі негативну енергію. Також в момент поділу Вестройи народилися два нових бакугана, що не мають своєї стихії, а відповідно, особливої сили, білі або забуті бакугани — Нага і Вейв. Нага, плекає думки про могутність, вирішив захопити Зони Нескінченності і Безмовності. Але Зона Безмовності втягла його в себе, а Зона Нескінченності увійшла в його сестру Вейв. Все це викликало новий катаклізм в Вестройе, завдяки якому бакугани потрапили на Землю. Там всі вони були згорнуті в невеликі кульки, які вміщалися в руці. Люди підібрали «впали з неба» бакуганов і придумали з ними гру. Те ж саме свого часу сталося і на Вестрое. Після того, як Драгоноид здійснив Чарівний Переворот і відновив цілісність Вестройи, з'єднавши всі шість світів в один, поділ бакуганов на стихії тим не менш залишилося.
У 3 сезоні бакуганов навчилися клонувати у віртуальній реальності «Бакуган ІнтерСпейс». У Ніфії і Ґанделії бакугани з'явилися по-іншому. Творець бакуганів — Код життя, який насправді є Сферою Ніфії. Забавно, але всі бакугани з однієї планети. І коли світ бакуганів розділився на світи, підвладні стихіям, половина бакуганів вирушила в іншу точку Всесвіту (в Ґанделію і Ніфію). У Ґанделії залишилася велика частина 6 бакуганів стихій, а у ніфіанців залишилися бакугани Хаосу (інших стихій бакуганів було мало).